# Ян Гадрава
Ян Гадрава (чеськ. Jan Hadrava; нар. 3 червня 1991) — чеський волейболіст, догравальник і діагональний нападник, гравець клубу турецької Ефелер Ліги «Галатасарай» (Стамбул) і збірної Чехії.

## Життєпис
Грав у чеських клубах «Леви» (Прага, 2009–2011), «Дукла» (Ліберець, 2011–2014), французькому «Нант-Резе» (UGS Nantes-Rezé, 2014–2016), польських «Індикполь АЗС Ольштин» (2016–2020) та «Ястшембський Венґель» (2022–2023), італійському «Кучине Лубе Чивітанова» (2020–2021). 

### Досягнення
У збірній
- срібний призер Євроліги 2018

Клубні
- чемпіон Італії 2021,
- чемпіон Польщі 2023,
- фіналіст Ліги чемпіонів ЄКВ 2023,
- призер різних змагань[6].

Особисті
- найрезультативніший гравець польської Плюс Ліги 2017—2018[7]